# E847
La ruta europea E847 és una carretera que forma part de la Xarxa de carreteres europees. Comença a Sicignano degli Alburni (Itàlia) i finalitza a Metaponto (Itàlia). Té una longitud de 150 km. Té una orientació d'oest a est.